# Thunbergia laurifolia
Thunbergia laurifolia é nativa da Índia, Tailândia e do reino indo-malaio, a espécie ocorre da Indochina à Malásia.

## Descrição
As folhas da Thunbergia laurifolia são opostas, em forma de coração, com margem serrilhada e afunilando em direção a uma ponta pontiaguda. Esta espécie é muito semelhante em aparência à T. grandiflora, chamada no Brasil de Carolina Azul ou Tumbérgia Azul, mas a T. laurifolia tem folhas mais longas e finas e seus caules e folhas jovens não têm pelos.
As flores não possuem perfume e crescem em inflorescências pendulares. A flor hermafrodita tem formato de trombeta, com um tubo curto e largo, branco por fora e amarelado por dentro. A corola tem tons entre azul-claro e lavanda com 5 a 7 pétalas, uma maior que as outras. As plantas desta espécie florescem quase continuamente ao longo do ano, independente de estações, com flores abrindo cedo pela manhã e abortando à noite. As abelhas carpinteiras são visitantes frequentes, rastejando até as flores em busca de pólen e néctar, enquanto as formigas pretas estão presentes, provavelmente como catadoras de néctar.

## Usos

### Cultivo
Thunbergia laurifolia é uma planta ornamental popular em jardins tropicais. É uma trepadeira de longa floração em cultivo. A propagação é feita por meio de estacas ou brotos das raízes tuberosas. É uma trepadeira herbácea perene de crescimento rápido. Tornou-se uma erva daninha exótica em muitos países tropicais.

### Chás e remédios
Na Malásia, o suco das folhas esmagadas de T. laurifolia é usado para tratar a menorragia, colocado no ouvido para surdez e aplicado para fazer cataplasmas em cortes e furúnculos.  Na Tailândia, as folhas são usadas como antipirético, bem como para desintoxicar venenos. É conhecido localmente como akar tuau na Malásia e rang jeud (รางจืด) na Tailândia. Várias empresas tailandesas de ervas começaram a produzir e exportar chá rang jeud.
T. laurifolia é usado na Tailândia para pacientes em tratamento de dependência de drogas.

### Química
Glicosídeos iridóides foram isolados de T. laurifolia . As folhas secas em micro-ondas apresentaram propriedades antioxidantes mais fortes do que as folhas frescas.

## Espécies invasoras
Thunbergia laurifolia pode se tornar uma espécie invasora ao escapar de usos ornamentais em jardins para habitats nativos em climas favoráveis. Por ser uma planta perene de rápido crescimento, ela se tornou uma erva daninha em muitos países tropicais. A planta se tornou uma erva daninha encontrada na vegetação do Cerrado do Brasil e em áreas tropicais da Austrália.